# 仏典物語
『仏典物語』（ぶってんものがたり）は、浄土真宗本願寺派（西本願寺）の出版部門である本願寺出版社から発売されたOVA作品。

## 概要
本シリーズは本願寺出版社と映像制作会社ビジュアル80が企画制作したアニメビデオシリーズである。経典や仏弟子など、釈尊にかかわるエピソードがアニメ化されている。シリーズは全12巻が刊行された。
当初はVHSだったが、社会的にDVDへのシフトが進む中、VHS２巻分を１巻に収録した仏典物語DVDシリーズとして全6巻12話が本願寺出版社より刊行されている。

## 登場人物
- 釈尊 - 田中秀幸
- 阿難 - 西村知道
- アジャセ - 中原茂
- ダイバダッタ - 銀河万丈
- イダイケ - 池田昌子
- ビンビサーラ - 広瀬正志
- マハーパンタカ - 鈴置洋孝
- チューダパンタカ - 山寺宏一

## 各話リスト
| 話数 | サブタイトル                              | 備考         |
| ---- | ----------------------------------------- | ------------ |
| 1    | ウパーリの出家                            |              |
| 2    | マハーカッサパ -お経のはじまり-           |              |
| 3    | 大きな願い -仏説無量寿経-                 |              |
| 4    | ルリ王子の怒り -シャカ族の最後-           |              |
| 5    | 子どもたちよ -お釈迦さまとニーチおじさん- |              |
| 6    | 王舎城の悲劇 -仏説観無量寿経-             |              |
| 7    | アジャセとダイバダッタ -続・王舎城の悲劇- |              |
| 8    | パンタカ兄弟 -ホウキの教え-               |              |
| 9    | 極楽浄土 -仏説阿弥陀経-                   |              |
| 10   | お釈迦さま -誕生から涅槃まで-             |              |
| 11   | お釈迦さまの道・前編 -誕生から成道まで-   | 全編実写構成 |
| 12   | お釈迦さまの道・後編 -伝道、そして涅槃-   | 全編実写構成 |

## その他
『新・仏典物語』という類似する名称のシリーズがあるが、こちらは立正佼成会の作品であり、関連性はない。